# Kadiivka
Kadiivka (în ucraineană Кадіївка; între 1937–1943, Serho, în ucraineană Серго; între 1978–2016, Stahanov, în ucraineană Стаханoв) este un oraș regional în regiunea Luhansk, Ucraina.
Orașul este un tradițional centru al mineritului.
În 1978, autoritățile comuniste au schimbat numele orașului după Alexei Stahanov, miner căruia, în 1970, i s-a decernat titlul de Erou al Muncii Socialiste. Această redenumire a fost anulată în 2006 de autoritățile ucrainene.
În afară de minerit, economia locală se mai bazează pe construcția de utilaj feroviar și producția de feroaliaje.

## Demografie
Componența lingvistică a orașului Kadiivka
     Rusă (85,29%)
     Ucraineană (13,04%)
     Alte limbi (0,19%)
Conform recensământului din 2001, majoritatea populației orașului Kadiivka era vorbitoare de rusă (85,29%), existând în minoritate și vorbitori de ucraineană (13,04%).